# Heteropoda binnaburra
Heteropoda binnaburra är en spindelart som beskrevs av Davies 1994. Heteropoda binnaburra ingår i släktet Heteropoda och familjen jättekrabbspindlar. Inga underarter finns listade i Catalogue of Life.